# Febre purpúrica brasileira
Febre purpúrica brasileira é uma doença infecciosa pediátrica causada pela bactéria Haemophilus influenzae de elevada letalidade. 

## Causa
O Haemophilus influenzae (biotipo III) ou Haemophilus aegyptius é uma bactéria cocobacilar gram-negativa, facultativamente anaeróbicos, não produzem esporas, parasitas obrigatórios e parte da flora normal do trato respiratório superior.
A transmissão se dá pelo contato direto com pessoas que estejam com conjuntivite ou por contato indireto, com transmissão via toalhas, insetos ou mãos, por exemplo.

## Sinais e sintomas
Começa como uma conjuntivite purulenta em uma criança de 3 meses a 10 anos e em menos de um mês aparecem seus sintomas:
- Febre de 38,5oC ou mais
- Dor abdominal
- Vômito
- Petéquia e/ou Púrpura (manchas vermelhas ou roxas na pele)
- Bacteremia

É importante excluir a suspeita de meningite para o diagnóstico dessa doença.

## Diagnóstico
O diagnóstico é feito por meio do cultivo da bactéria a partir do sangue ou líquido cefalorraquidiano. Requer fator V e X, temperatura entre 35 e 37oC e PH 7,6 para crescer bem.

## Tratamento
O tratamento antibiótico pode ser feito com diversos antibióticos, dentre eles rifampicina, ampicilina associado ou não a cloranfenicol. Quando o tratamento antibiótico é feito antes da febre aparecer a recuperação é boa, mas quando a doença já está avançada, a taxa de mortalidade é de cerca de 70% mesmo com tratamento. É muito difícil de preveni-la, pois é rara.

## História
Foi descrita pela primeira vez no município de Promissão, no estado de São Paulo, em 1984, com dez mortes com quadro parecido ao da meningococcemia.
Atingiu 15 municípios de São Paulo, além de regiões do Mato Grosso e Mato Grosso do Sul e na região de Promissão. Na cidade de Londrina, Paraná, registraram-se 13 casos e sete óbitos. Os únicos casos descritos fora do Brasil ocorreram em novembro de 1986, na Austrália Central, na região de Alice Springs.